# Koncja
Koncja (Coincya Rouy) – rodzaj roślin należący do rodziny kapustowatych. Obejmuje 7 gatunków występujących w zachodniej Europie, basenie Morza Śródziemnego oraz południowo-zachodniej Azji. Jako rośliny zawleczone obecne są w południowej Afryce, na Dalekim Wschodzie, w Australii i Nowej Zelandii, w Ameryce Północnej i Południowej. W Polsce rejestrowana jest od XIX wieku koncja lakowata Coincya monensis jako gatunek przejściowo zawlekany (efemerofit).

## Morfologia
PokrójRośliny zielne (jednoroczne, dwuletnie i byliny), zwykle owłosione z włoskami prostymi, nierozgałęzionymi, rzadziej nagie i sino nabiegłe. Łodygi prosto wzniesione lub podnoszące się, jeśli rozgałęzione to u nasady.
LiścieOgonkowe, pierzasto klapowane, sieczne lub ząbkowane, rzadko niemal całobrzegie. Dolne zebrane w rozetę przyziemną.
KwiatyZebrane w grona silnie wydłużające się w czasie owocowania. Działki kielicha prosto wzniesione, boczna para silnie woreczkowato rozdęta. Płatki korony żółte lub białe z ciemniejszymi żyłkami. Pręcików 6 z podługowatymi lub równowąskimi i strzałkowatymi u nasady pylnikami. Zalążnia górna z 3–95 zalążkami na szczycie ze zredukowaną szyjką słupka i rozwidlonym znamieniem.
OwoceRównowąskie lub podługowate łuszczyny, proste lub wygięte, ze szczytową częścią korkowaciejącą, zwykle podłużnie prążkowaną, zawierającą 1–11 nasion.

## Systematyka
Pozycja systematyczna
Rodzaj należy do rodziny kapustowatych (Brassicaceae), a w jej obrębie do plemienia Brassiceae.
Wykaz gatunków
- Coincya longirostra (Boiss.) Greuter & Burdet
- Coincya monensis (L.) Greuter & Burdet – koncja lakowata[5][7]
- Coincya richeri (Vill.) Greuter & Burdet
- Coincya rupestris Porta & Rigo ex Rouy
- Coincya tournefortii (Gouan) Alcaraz, T.E.Díaz, Rivas Mart. & Sánchez-Gómez
- Coincya transtagana (Cout.) Clem.-Muñoz & Hern.-Berm.
- Coincya wrightii (O.E.Schulz) Stace